# Вейлон Смізерс
Вейлон Смізерс молодший (англ. Waylon Smithers, Jr.) — один з вигаданих персонажів мультсеріалу Сімпсони. Смізерс — секретар та персональний помічник директора Спрінгфілдської АЕС Монтгомері Бернса, до якого він не байдужий.

## Особистість Вейлона

### Створення і розвиток персонажу
Рік народження Вейлона Смізерса був спочатку зазначений як 1949, що й робило його досить старим; опісля рік змінили на 1954, а згодом подавалися й інші роки. Вейлон повільно «еволюціонував» у серіалі протягом перших п'яти сезонів. У серії «Одіссея Гомера» в Смізерса була темна шкіра, що й уподібнювало його до афроамериканця. У серії «Один прекрасний вечір», у нього було синє волосся як у Мардж Сімпсон, проте в другому сезоні — коричневе. І зачіска Смізерса з плином часу міняється: у перших сезонах волосся було коротке, потім воно трохи загустіло. Згодом, як у випадку більшості персонажів, було усунено його «зубастість» (у перших сезонах серіалу майже у всіх персонажів виднілися зуби); досі зубастими лише залишились деякі жителі міста Спрингфілд: Монтгомері Бернс, Барні Ґамбл, Нельсон, клоун Красті та ще декілька менш відомих осіб. Подібно ж мінявся стиль одягу Смізерса — у першому сезоні його піджак був білого кольору і бантик був червоний, проте вирішили, що йому пасує нинішній стиль одягу і Смізерса «перевдягнули» у коричневий піджак. Одягався Вейлон менш офіційно: частіше носив светри й інші елементи простого одягу. Єдине, що не зазнає у нього змін і остається незамінним атрибутом Смізерса — це брови, які змінили колір разом з волоссям і, до речі, окуляри, які носить ще з дитинства. Його окуляри теж у першому сезоні мали інший вигляд і були з чорними оправами і дужками, потім їх
зробили набагато тоншими, як у Неда Фландерса.

### Біографія
Інформація про раннє життя Вейлона Смізерса суперечна: відомо, що Смізерсу було лише кілька місяців, коли він втратив тата і, можливо, залишився з Бернсом, який його виховував як рідного сина. По іншій версії, Смізерс жив у родичів і зустрівся вперше з Бернсом приблизно 20 років тому. (Вейлон казав, що служить Бернсу 20 років.) Вейлон ходив в одну школу разом із Гомером, був «ботаном», носив на зубах брекети і часто був битий Гомером, який хуліганив у школі. У свої 18 років Вейлон пішов служити на флот, проте його звідти вигнали. Приблизно відтоді Вейлон і служить як вірний пес Бернсу — і працює років із 15 секретарем та інспектором на атомній електростанції. Був одружений, проте не зміг побороти свої почуття до боса. Є одним із найбільших фанів ляльки Стейсі-Малібу, президентом Спрінгфілдського клубу іграшки.